# Ovanåkers församling
Ovanåkers församling var en församling i Uppsala stift och i Ovanåkers kommun i Gävleborgs län. Församlingen uppgick 2012 i Alfta-Ovanåkers församling.

## Administrativ historik
Församlingen bildades 24 januari 1639 genom utbrytning ur Alfta församling för att därefter till 1759 utgöra ett eget pastorat. 1759 utbröts Voxna församling som en annexförsamling och med Ovanåker som moderförsamling i pastoratet. Den 24 oktober 1775 bildade Voxna församling ett eget pastorat. Den 1 maj 1885 (enligt beslut den 18 april 1884) överfördes Mattsmyra kapellag till Voxna församling.
Den 1 januari 1963 överfördes till Ovanåkers församling från Alfta församling ett obebott område omfattande en areal av 0,04 km² land.
Den 1 januari 1966 överfördes från Ovanåkers församling till Voxna församling ett obebott område omfattande en areal av 0,40 km² land.
År 2002 införlivades Voxna församling.
Ovanåkers församling uppgick 1 januari 2012 i Alfta-Ovanåkers församling.

### Pastorat
- 24 januari 1639 till 1759: Församlingen utgjorde ett eget pastorat.[1]
- 1759 till 24 oktober 1775: Moderförsamling i pastoratet Ovanåker och Voxna.[1]
- 24 oktober 1775 till 1 januari 1973: Församlingen utgjorde ett eget pastorat.[1]
- 1 januari 1973 till 2002: Moderförsamling i pastoratet Ovanåker och Voxna.[1]
- 2002 till 1 januari 2012: Eget pastorat.[4]

## Geografi
Ovanåkers församling omfattade den 1 januari 1952 en areal av 555,33 km², varav 520,13 km² land. Efter nymätningar och arealberäkningar färdiga den 1 januari 1961 omfattade församlingen samma datum en areal av 565,12 km², varav 527,54 km² land.

## Organister
| Ämbetstid | Namn | Levnadstid | Övrigt  |
| --------- | ---- | ---------- | ------- |
| 1964      | –    | –          | Vakant. |

## Kyrkor
- Mattsmyra kapell
- Sankt Olofs kapell
- Öjungs kapell
- Ovanåkers kyrka
- Voxna kyrka